# Station Nałęczów Wąskotorowy
Station Nałęczów Wąskotorowy is een spoorwegstation in de Poolse plaats Drzewce-Kolonia.